# Riacho de Santana (Bahia)
Riacho de Santana é um município brasileiro do estado da Bahia. Sua população estimada em 2019 foi de 35.421 habitantes e sua área é de 3.183,911 km².
É interligado à capital pela BR-430, BA-262 via Vitória da Conquista, BR-116 Sul e BR-324. Outra opção é seguir pela BR-430 até Brumado, depois seguir pela BR-030 e pegar a BR-407 até a cidade de Contendas do Sincorá, em seguida, a opção é seguir pela BA-026 via Maracás até o entroncamento com a BR-116 Sul. Logo após, seguir até a cidade de Feira de Santana e pegar BR-324 até a cidade de Salvador. Riacho de Santana fica a uma distância de 65 km de Bom Jesus da Lapa, 76 km de Caetité e 105 km de Guanambi, cidades importantes da região. Além disso, a cidade fica a uma distância em linha reta de 503 km de Salvador, 591 km de Brasília, 1.174 km de São Paulo e a 1.016 km do Rio de Janeiro.

## História
A história de Riacho de Santana mostra um passado economicamente rico, porém com uma marcante desigualdade social, típica do período colonial. Índios em franco processo de dizimação e escravidão de negros, os quais foram fundamentais para o desenvolvimento das principais atividades econômicas, como o árduo trabalho nas minas de salitre exploradas em nosso município. Além disso, os brancos de origem europeia, também contribuíram para a formação da nossa população atual, sendo estes, os grandes proprietários de terras destinadas à criação extensiva do gado. Assim, a presença desses três grupos étnicos constitui-se a base do povo riachense, não fugindo a regra da formação da sociedade brasileira. Os primeiros habitantes foram os índios, os quais habitaram a margem direita do Rio São Francisco, mas que se teve indícios de que estabeleceram-se em diversas partes do município. Os primeiros grupos indígenas a serem conquistados foram os Canindés que se destacam em virtude de alguns conflitos. Fixaram-se nas margens do rio Boqueirão, mais ou menos onde se localiza atualmente o povoado de Botuquara, à 14 km da cidade. Segundo alguns dados, realizados por historiadores riachense, os Canindés se originaram quando os Caaetés se uniram com os Picuris, formando assim um grande exército para se defenderem dos índios inimigos, como os Aimorés. Os primeiros habitantes do município, caracterizavam-se por praticar a antropofagia, enfeitar-se com colares, penas e pinturas. Eram supersticiosos, apreciavam a música e tinham os seus dialetos próprios. Caçavam e pescavam, além de fabricar utensílios de madeira, cerâmica e pedras. Depois do massacre do Sargento-mor José Velasquez Santiago, em 1695 que, influenciado por seu pai Mariano Velásquez, adentrou no sertão à procura de riquezas minerais, os índios Canindés passaram a praticar o nomadismo, penetrando na caatinga do Oeste baiano. Pouco se sabe sobre a vida do primeiro branco a pisar em solo riachense. De origem portuguesa, Velásquez Santiago, soldado de uma antiga ordem de Lisboa, especialista em soltar granadas, chegou à Bahia em 1675, impulsionado pelas riquezas. Em 1695 organiza seu bando e sai pelo sertão à das lendárias e reais minas.
Sem medir consequências, o sargento vive sangrentas guerras, desafia acidentes geográficos e doenças endêmicas. Com a experiência de um guerreiro que seguiu pelas matas fechadas acompanhando sempre o curso dos rios. Depois de vários dias de incansáveis batalhas pelo sertão transpassa a Serra Geral e, perdido, chega ao curso do rio Boqueirão que o levaria à região dos Canindés, vítimas do genocídio. No início do século XVIII, o bandeirante paulista Belchior Dias, apelidado pelos índios de “Muribeca”, supõe ter descoberto em nossa região minas de ouro e prata, o que impulsionou vários aventureiros a se arriscarem pelo sertão em busca das mencionadas reservas. Entre eles destaca-se o superintendente das minas do estado, Leolino Mariz, que chegou na região em 1758, descobrindo grandes reservas de salitre, atraindo várias pessoas a imigrarem, contribuindo para a fundação do arraial de Riacho de Santana, pertencente ao território de Monte Alto. Conforme BOA SORTE[1] (1997) a exploração foi de grande importância para Riacho de Santana em todos os aspectos. Ambiciosos de todas as partes vinham em busca das objetivas riquezas, resultando nas grandes transformações sociais, políticas, econômicas e culturais. Estabeleceram-se nas margens do rio Santana formando assim, a sociedade riachense resultantes da fusão de diferentes costumes. Nessa época fizeram as primeiras derrubadas e plantaram as primeiras lavouras de arroz, feijão e milho na região da Santana, como também introduziram as primeiras cabeças de gado bovino trazidas da região do Rio dos Currais.
Os primeiros grupos de escravos vieram com os sertanistas no final do século XIX, no alvo da demanda mineralógica e no início das demarcações das grandes fazendas, as quais foram sendo ocupadas por centenas de negros que foram desenvolvendo a agricultura, a pecuária e por décadas viveram no regime de servir recebendo em troca chicotadas, humilhações morais, psicológicas e outros atos de desrespeito.
Esquecida a mais de meio século, a região de Riacho de Santana pertencia ao distrito de Jacobina – posteriormente veio a pertencer a Paratinga, Macaúbas e Palmas de Monte Alto – pois nessa época a maior parte do sertão pertencia àquele distrito. Em 1861 com a lei provincial de número 871 de 12 de setembro, o arraial foi elevado à categoria de freguesia (Paróquia Nossa Senhora da Glória), tendo como primeiro vigário o padre Antônio Boa Ventura de Cerqueira Pinto. Entretanto, o grande passo para o desenvolvimento da Freguesia foi dado em 13 de agosto de 1878, que criou o município de Riacho de Santana, data em que foi assinada a lei provincial de número 1826, que criou o município de Riacho de Santana, sendo assim desmembrado de Palmas de Monte Alto.

## Geografia
Riacho de Santana localiza-se na Região Sudoeste da Bahia, na Microrregião de Guanambi e na Mesorregião do Centro-Sul Baiano. Está a 720 km de Salvador, capital baiana. Limita-se ao norte com o município de Macaúbas, ao sul com Palmas de Monte Alto, a oeste com Bom Jesus da Lapa e a leste com Igaporã e Matina. Está a 627 metros acima do nível do mar, chegando até 1200 metros de altitude na região da Serra Geral. Possui as seguintes coordenadas geográficas: 13º36'32" de Latitude Sul e 42º56'20" de Longitude Oeste.
A vegetação predominante é a caatinga, tendo também uma parte de Floresta Estacional Decidual, que é uma mistura de espécies da caatinga com árvores de mata tropical.
O clima característico é o semi-árido, variando de subúmido a seco. Possui elevadas temperaturas durante o ano todo. Entre os meses de junho e agosto são registradas as menores temperaturas, com dias quentes, passando dos 30 °C e madrugadas frias com média de 15 °C. O período de chuva está compreendido entre os meses de outubro a março.
A hidrografia do município é muito rica, principalmente na Região da Serra Geral. São mais de 70 nascentes catalogadas pelo Grupo Zabelê (Grupo de estudos do município, cuja linha de pesquisa é voltada para a proteção e conservação do meio ambiente local), dando origem a vários rios. Pouco mais de 25 cachoeiras também já foram catalogadas, algumas possuem mais de 80 metros de queda d'água, dando um espetáculo de beleza e exuberância. Os principais rios genuinamente riachenses são os Rios Santana e Boqueirão, ambos nascem na Serra Geral. As principais barragens são as da Santana (com capacidade de armazenamento de aproximadamente três milhões de metros cúbicos) e a do Giral, além de outras como a barragem do Pau Preto, da Mata, Santaninha etc. Vale ressaltar que a Bacia Hidrográfica do São Francisco também banha o município.

## Economia

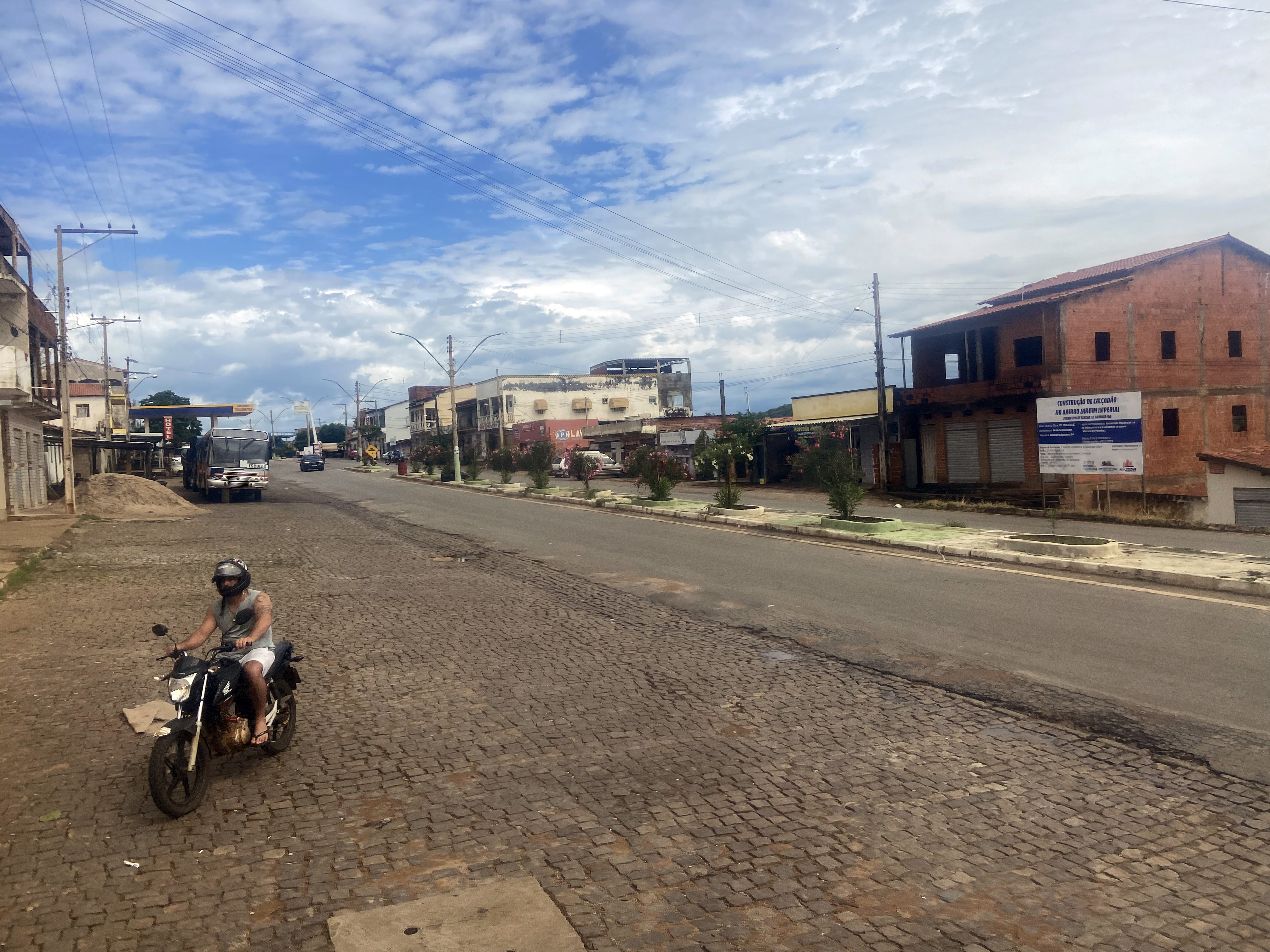
Vista da BR-430 em Riacho de Santana, 2023.

Inicialmente, a economia do município estruturava-se na predominância do cultivo do algodão e da agricultura de subsistência, tendo como principais culturas o milho, o feijão de corda, o feijão branco, arroz e a mandioca. Com o aumento populacional, a atividade agrícola ganha impulso e dinamismo, surgindo a necessidade de programar a produção para atender as necessidades de consumo da população urbana. Outro fator que contribuiu para o dinamismo econômico foi o crescimento das relações comerciais com outros municípios, que provocou intensificação da necessidade não só de aumento da produção, mas também de sua diversificação. Com isso, o município vai buscar, através de implementos diversos na economia, uma posição no espaço regional e estadual, tendo como produto base a cultura do algodão "rim-de-boi", que durante seu auge (1695-1970), mais de dois séculos, propiciou a este município muita riqueza e destaque na produção estadual.
A economia girava em torno da produção do algodão, que tanto oferecia trabalho no cultivo, como nas usinas algodoeiras que haviam se instalado na cidade. Estas usinas empregavam inúmeros funcionários, e dinamizavam o comércio e a vida da população, até a década de 1980.
A produção agrícola não se restringia apenas à cultura do algodão, sendo também produzido como culturas permanentes a banana, o coco da baía, a laranja e a manga. E, como culturas temporárias o arroz, a batata doce, a cana-de-açúcar, feijão, fumo em folha, melancia, mandioca e milho. Na pecuária, destacava-se o rebanho bovino que em 1974 ultrapassava cinquenta mil cabeças, trinta e três mil suínos, quinze mil ovinos e mais de cinco mil caprinos. Todavia, historicamente, sempre foi a cultura do algodão que se constituiu no principal pilar da economia local.
Entretanto, ao final da década de 1970, o auge do dinamismo econômico baseado no algodão foi interrompido com o aparecimento do "bicudo". A baixa na produção resultou num declínio econômico rápido e abrangente que abalou economicamente, não somente o município, como também toda a região e perdurou durante toda a década de 80.
Neste período, a economia estagnou e os produtores rurais que desenvolviam a monocultura do algodão, passaram a buscar a ampliação da atividade pecuária que já era praticada. Com a ajuda do governo estadual essa atividade ganhou destaque no município.
Entretanto, a pecuária não conseguiu se constituir no grande pilar da geração de riqueza para Riacho de Santana, os agricultores descobriram uma forma mais rápida e lucrativa de obter renda, baseada na extração da lenha para geração de carvão vegetal. A atividade, hoje, é praticada em todas as áreas onde ainda há matas, e a velocidade em que se processa é assustadora. Atualmente, qualquer tipo de madeira é utilizada, na maioria das vezes de forma ilegal e clandestina, sem que seja feito manejo florestal ou mesmo reflorestamento. O solo desprotegido provoca o desencadeamento acelerado do processo erosivo, além de compactação proporcionando o impedimento da prática agrícola. Dessa forma, reduzem-se as possibilidades de um melhor aproveitamento da terra e, consequentemente, intensifica-se o processo de êxodo rural.
Crescimento econômico não significa desenvolvimento social. A atividade foi caracterizada pela alta concentração da renda, além dos danos causados aos ecossistemas naturais, e com isso a situação econômica, ambiental e social, nesse município, torna-se ainda mais preocupante.
Atualmente, a produção de carvão tem passado por uma crise. Apesar disso, continua sendo a principal atividade econômica do município, uma vez que a pecuária continua estagnada e não se verifica nenhum surgimento de uma outra atividade para ocupar a mão-de-obra carvoeira.
A pecuária, que sempre se caracterizou como atividade prioritária não garante mais a estabilidade econômica. Para se ter uma ideia, o número de cabeças de gado bovino se manteve estagnado nos últimos trinta anos, não ultrapassando as mesmas cinquenta mil cabeças de outrora, (IBGE de 2002). Ainda com base nos números fornecidos pelo IBGE, houve um drástico declínio no rebanho de suínos, chegando a um total de apenas 12.119 cabeças com uma queda de quase onze mil cabeças entre 1974 e 2002. Além disso, existem os rebanhos de caprinos e eqüinos que não evoluíram, apresentando, praticamente, os mesmos números.
A produção agrícola, também não mostra uma satisfatória evolução, o município produz praticamente as mesmas culturas de trinta anos atrás e ainda de forma tradicional e arcaica, o que implica a baixa produtividade e o reduzido rendimento da lavoura. Dados colhidos junto ao IBGE de 2002 nos revelam uma produção anual de banana que atinge os duzentos mil cachos, vinte mil frutos de laranja e vinte e um mil frutos de coco da baía. Das culturas temporárias, merecem destaque a mandioca com uma produção de mais de quarenta e cinco mil toneladas, o algodão com vinte mil toneladas e o feijão com mil e oitenta toneladas.
Riacho de Santana ainda dispõe de duas cerâmicas de porte intermediário que absorve uma razoável mão-de-obra e sua produção é suficiente para atender ao mercado interno. Esta atividade, no entanto, tem provocado sérios impactos ambientais, já que implica a retirada da madeira e sua queima e a emissão de gases poluentes na atmosfera, além da retirada da argila nas margens dos rios para a produção de blocos, alvenarias e telhas para construções, alterando o formato de seu leito e provocando mais erosão.
Diante do cenário acima exposto e da existência de uma economia cada vez mais globalizada que oferece mercadorias produzidas em condições bem mais competitivas, independentes dos locais onde são produzidas, chegando ao mercado a preços bem inferiores aos produzidos na região, não é difícil de imaginar que a crise progressiva em curso no município só tende a se agravar.
Justifica-se, então, uma breve análise do processo de organização do setor terciário em Riacho de Santana, sempre apresentou uma atividade comercial pouco desenvolvida, em função do baixo poder aquisitivo da população decorrente do alto índice de desemprego. Um breve histórico sobre o comércio riachense revela que esta atividade concentrava-se no início do século XX em torno da Praça Monsenhor Tobias, uma vez que ali estava o centro econômico e político-administrativo do município. É neste espaço onde se localizava o primeiro mercado municipal que hoje constitui o atual Salão Paroquial.
Com o aumento da população, aquele espaço não mais atendia às necessidades do comércio riachense, o que determinou a mudança na centralidade a partir da construção de um novo mercado municipal na década de 1950 contribuindo para a formação da atual Praça Lauro de Freitas. Neste contexto, ocorreu uma lenta transferência dos estabelecimentos comerciais da Praça Monsenhor Tobias para a Lauro de Freitas e, com isso, houve a formação da Rua Gercino Coelho ligando as duas praças.
Na década de 1990, o comércio de Riacho de Santana experimenta um ligeiro aumento no dinamismo em função de vários aspectos, dentre os quais se destaca o aumento populacional, as políticas assistencialista do Governo Federal, expansão do sistema previdenciário e do crescimento da oferta de emprego no setor de serviços, que contribuíram para um pequeno aumento no poder de compra dos riachenses, refletindo na atividade comercial.
No ano de 2001, houve uma nova transferência do mercado municipal, uma vez que o antigo não mais atendia as necessidades do comércio do município em virtude do pequeno espaço que o mesmo dispunha.O novo mercado, localizado às margens da rodovia que atravessa a cidade, é dotado de um amplo espaço que, paulatinamente, vem atraindo os estabelecimentos comerciais, bem como o centro financeiro do município. As feiras livres acontecem durante o decorrer da semana, tendo o sábado, como o dia de maior movimento, é nesse dia em que as pessoas do interior do município se deslocam para cidade a fim de realizarem suas compras e comercializarem seus produtos oriundos da agricultura de subsistência.
No que diz respeito à composição do comércio, constata-se uma grande desigualdade tanto no número de estabelecimentos quanto na diversidade destes. Nesta perspectiva, uma pesquisa por amostragem, realizada durante o trabalho de campo, revelou que 25,39% dos estabelecimentos comerciais do centro da cidade são de artigos e confecções. Um outro setor que se destaca é o farmacêutico com um percentual de 8,73%, pontuando apenas nesta parte da cidade. Porém os bares e lanchonetes constituem o setor que apresenta um maior percentual somando 34,12% do total, enquanto que os estabelecimentos de gêneros alimentícios somam apenas 11,9%.

## Subdivisões
Bairros
Os principais bairros da cidade são: Alto da Boa Vista, Belém, Bom Retiro, Castelo Branco, Centro, Jardim Imperial, Mato Verde, Peral, São José, São Rafael, Vila Celeste, Vila Eremita, Vila Maria, entre outros.
Distritos
Agreste, Vesperina, Lagunas, Botuquara, Santa Rita, entre outros.
Povoados
Campinas, Fazenda Sítio, Cedro de São João, Santana, entre outros.
Comunidades
Pé do Morro, Muquém, Pau-Ferro, Jatobá, Pau Branco, Flores, Laranjeiras, Pau Branco, Pajeú de Botuquara, Gatos, Três Irmãos, Gongo, Agrestinho, Boqueirão das Pombas, São João, Jurema de Teófilo, dentre outros.
COMUNIDADES RURAIS (Acrescentado por: Margarete Pereira Fernandes Ribeiro, 2021).
- Sede: Bom Sucesso, Barreiro Vermelho, Brejinho, Carro Quebrado, Morro Olho D'água de Romualdo, Mundo Novo, Muquém de Cima, Muquém de Baixo, Piçarras, Pau Ferro, Jatobá, Capelinha, Olho D'água, Itapicuru, Cacimba, Várzea, Várzea Formosa, Santo Antônio, Descoberto, Cana Brava, Jacaré, Santana, Riacho Seco.
- Região da Mata: Mata, Santaninha, Riacho Dantas, Pajeú de Santa Izabel, Muquém de Santaninha, Folha Miúda.
- Região de Santa Rita: Santa Rita, Pé do Morro, Olaria, Barro Branco, Impuca, Várzea da Onça, Arrozinho, Pequeno, Pau Branco, Solidão, Flores, Barriguda, Jacaré, Alegre, Lagoa dos Bois Bamburral, Riacho Seco, Boqueirão das Pombas, Pau do Engenho, Pau Sangue, Morrinhos Cavalo da Maria, Charco, Agreste, Folha Miúda, Castanho, Barreiro da Caatinga, Pau Branco dos Ribeiros, Juá.
- Cedro de São João: Cedro, Tábua, Sítio de Osias, Maçal, Soledade, Melancia, Xixá, Queimada Grande, Canafistola, Morro Velho, Vereda.
- Região de Laguna: Laguna, Pau Preto, Faz. Contendas, Taboinha, Girau, Curral de Pedras, Mudubim, Furado da Casca, Poço de Lau, Lagoa do Cachorro, Lagoa da Baraúna, Lagoa Queimada, Tapajinha, Boi Bravo, Sítio Novo, Várzea do Sítio Novo, Terra do Sol, Paraná, Pedrinhas, Barro Vermelho, Riacho de Baixo, Poço da Moita, Lagoa do Lajeado.
- Região do Agreste: Agreste, Boa Nova, Duas Lagoas, Poço Piçarras, Lagoa do Meio, Morro Alto, Muriçoca, Corredor, Ninho das Garças, Canto dos Angicos.
- Região de Campinas: Campinas, Impueira, Canto do Menino, Agrestinho, Maroin, Amazonas.
- Região da Vesperina: Vespertina, Cedro de Vespertina, Gatos de Vespertina, Várzea da Cheia, Várzea da Jurema, Várzea Cumprida, Espraiado, Pau Preto de Vespertina, Malhada Grande.
- Região do São João: São João, Jurema, Quilombo, Cazuzinha, Pau de Colher, Mamoeiro, Taboinha dos Pretos.
- Região de Botuquara: Botuquara, Pajeú de Botuquara, Gatos, Estiva, Laranjeiras, Três Irmãos, Gurunga, Gongo, Casca, Lagoa, Tanque Novo, Arroz, Mamoeiro, Tanque de Claudiano, Cajazeira, Mateus, Baixa, Boqueirão de Cima.
- Região da Serra: Gado Bravo, Cambaitó, Olho D'água da Serra, Soledade, Mata do Sapê, Barra do Rio do Ouro, Sambaíba, Rio do Tanque, Paul, Ingazeira.

## Pontos turísticos

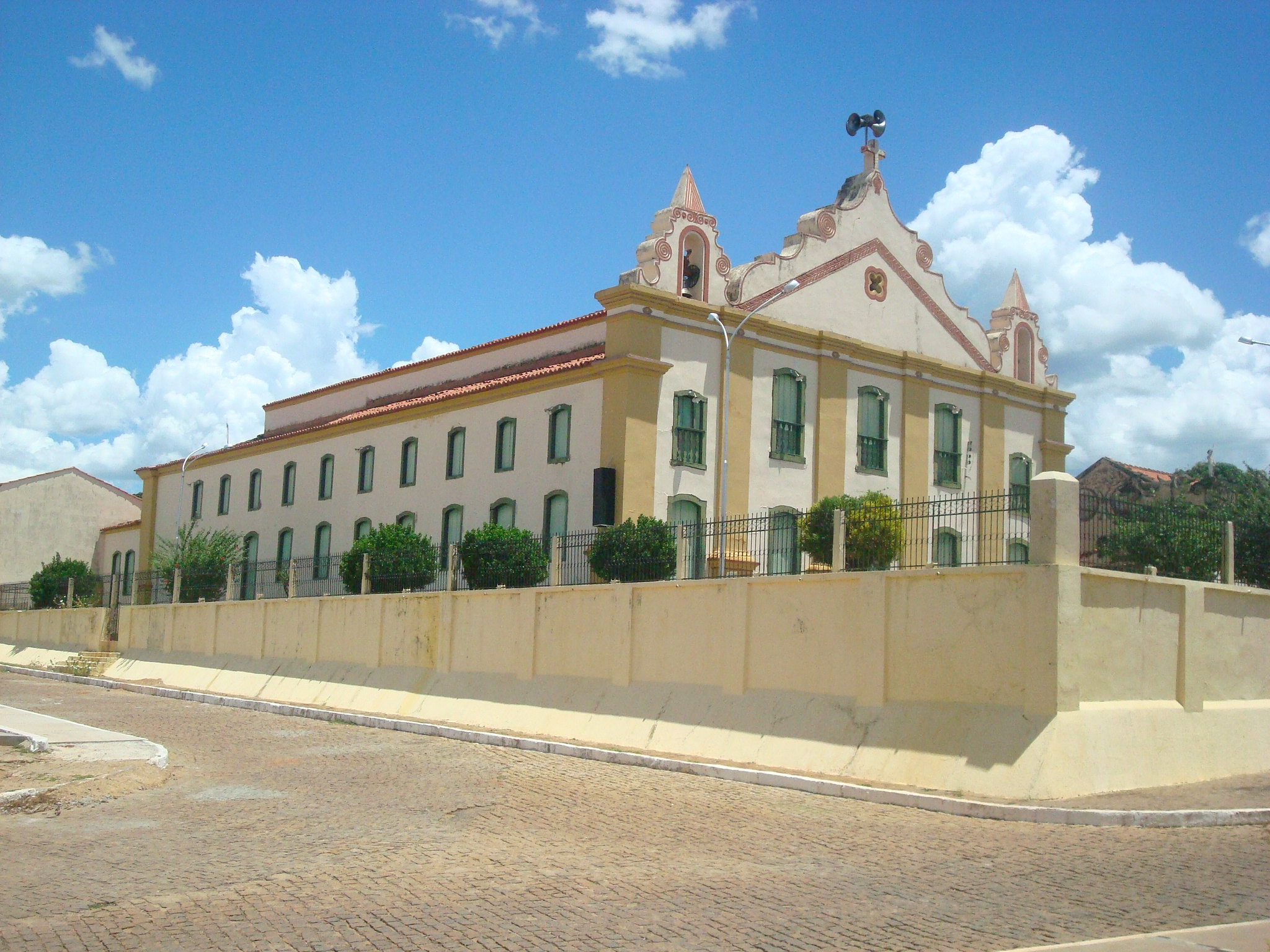
Igreja Matriz de Riacho de Santana.

- Casarões Centenários na Praça Monsenhor Tobias;
- Igreja Matriz com pinturas do famoso Godofredo Guedes, onde está sepultado o Padre Aldo Lucchetta, homem que saiu da Itália e deu sua vida em favor dos menos favorecidos;
- Prédio da Prefeitura Municipal;
- Cachoeira do Rio Pequeno;
- Cachoeira do Engenho Velho;
- Cachoeira de Botuquara;
- Cachoeira do Domingão;
- Cachoeira da Mata Virgem;
- Cachoeira do Lopes;
- Cachoeira da Tabatinba;
- Cachoeira do Cambaíto.
- Barragem da Santana;
- Barragem do Giral;
- Maranhão, espaço da natureza com locais para banho;
- Casa do famoso Antonio de Major e família Xavier.

## Festividades
31 de maio - Festejos a Nossa Senhora da Glória (padroeira da cidade). Durante todo o mês de maio são realizadas novenas em diferentes bairros da cidade. No dia 31 de maio é realizada uma missa na Igreja Matriz em homenagem a padroeira.
13 de agosto - Comemoração da Emancipação Política com a realização de eventos culturais e a tradicional Festa de Agosto.

## Filhos ilustres
Em Riacho de Santana nasceram várias celebridades:
- Godofredo Guedes, conhecido por sua capacidade multifuncional, era músico instrumentista, fabricava instrumentos, compositor e artista plástico. Godofredo nasceu em Riacho de Santana e seu instrumento musical preferido era a clarineta e com ela compôs diversas músicas como o chorinho “Cantar”, gravado por Beto Guedes (Seu Filho), Paulinho Pedra Azul, Paula Toller (Kid Abelha) e Caetano Veloso. Autor de quase 100 músicas, Godofredo Guedes era um compositor dos mais inspirados e sensíveis que a música popular brasileira registrou.
- Antonio Pereira da Silva Moacyr, conhecido por Pereira Moacyr, nasceu em Riacho de Santana na comunidade denominada Botuquara, homem de saber extraordinário, alcançou os mais cobiçados cargos desse País; além de médico, foi presidente do extinto Instituto do Cacau, e assumiu, também, a presidência da Bolsa de Mercadorias (atual Bolsa de Valores). No cenário político, Pereira Moacyr representou a Bahia como membro do Congresso Nacional, onde exerceu o cargo de Deputado Federal nos períodos de 1924 a 1926 e 1927 a 1930; alcançou o topo de sua carreira política ao assumir o cargo de Senador da República Federativa do Brasil no período de 1947 a 1951, período Legislativo da Terceira República.
- Além dos citados, Riacho de Santana é conhecido por ser berço de muitas personalidades importantes no cenário estadual e nacional, homens que direto e/ou indiretamente contribuíram, de modo significativo, com a história da Bahia e do Brasil.